# 耶稣会教堂 (卢塞恩)

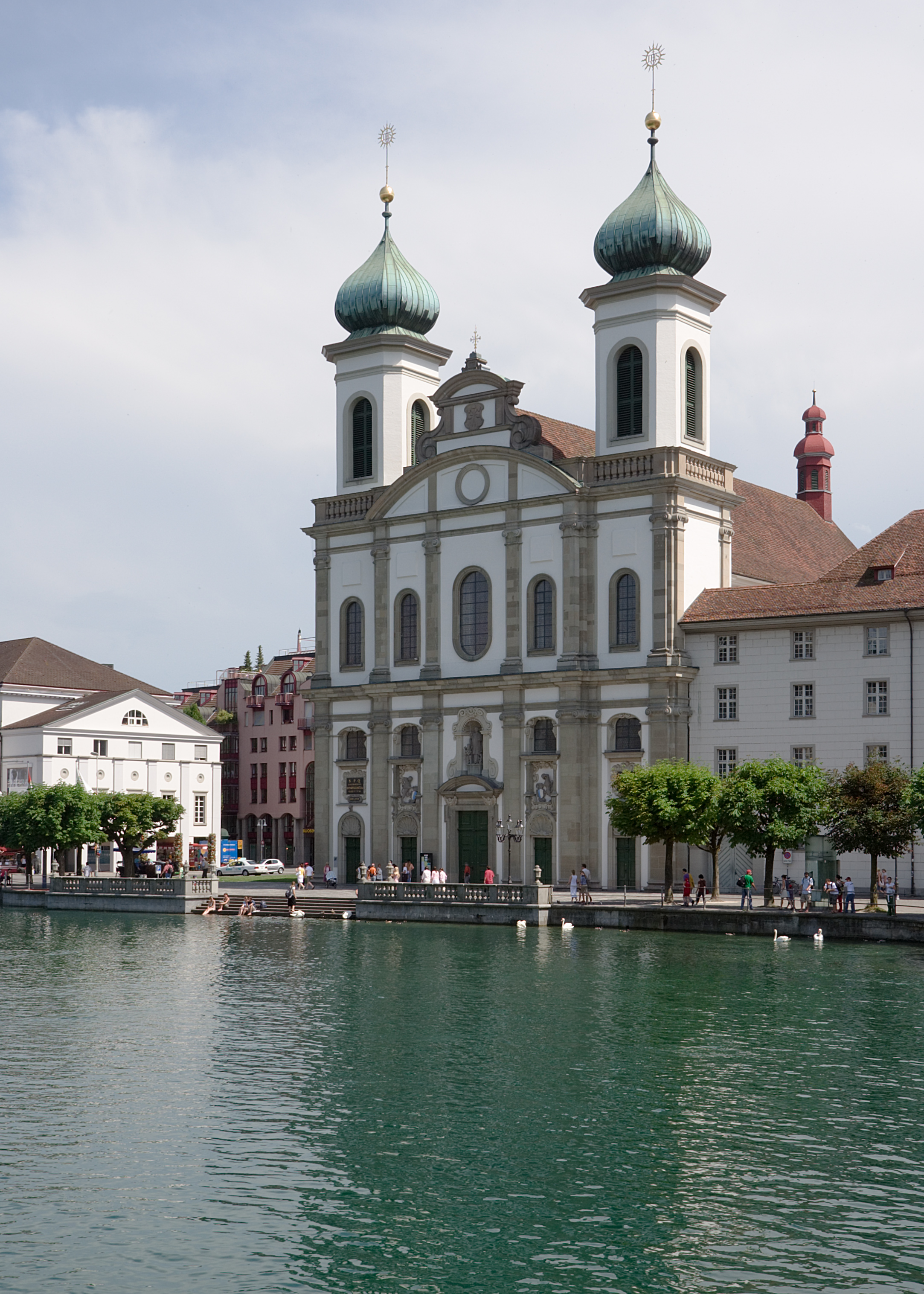
耶稣会教堂

耶稣会圣方济各沙勿略教堂（Jesuitenkirche St. Franz Xaver）是一座以圣方济各沙勿略命名的耶稣会教堂，位于瑞士卢塞恩市中心，罗伊斯河左岸。

## 历史
这是瑞士第一座大型巴洛克教堂，建于1666年到1677年，Michael Beer、Michael Thumb，以及Heinrich Mayer和Christoph Vogler两位神父都参与了设计。 

## 画廊

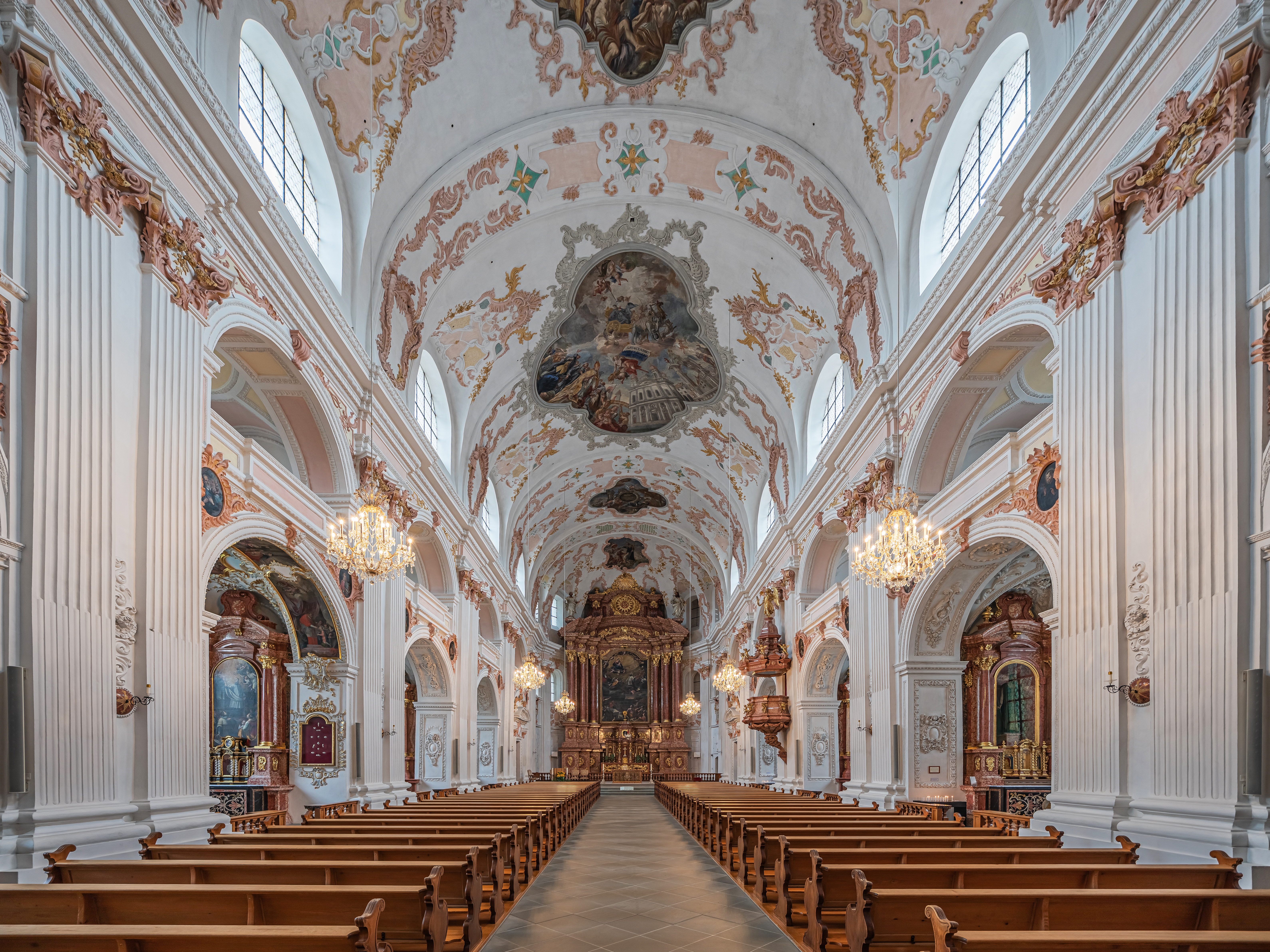
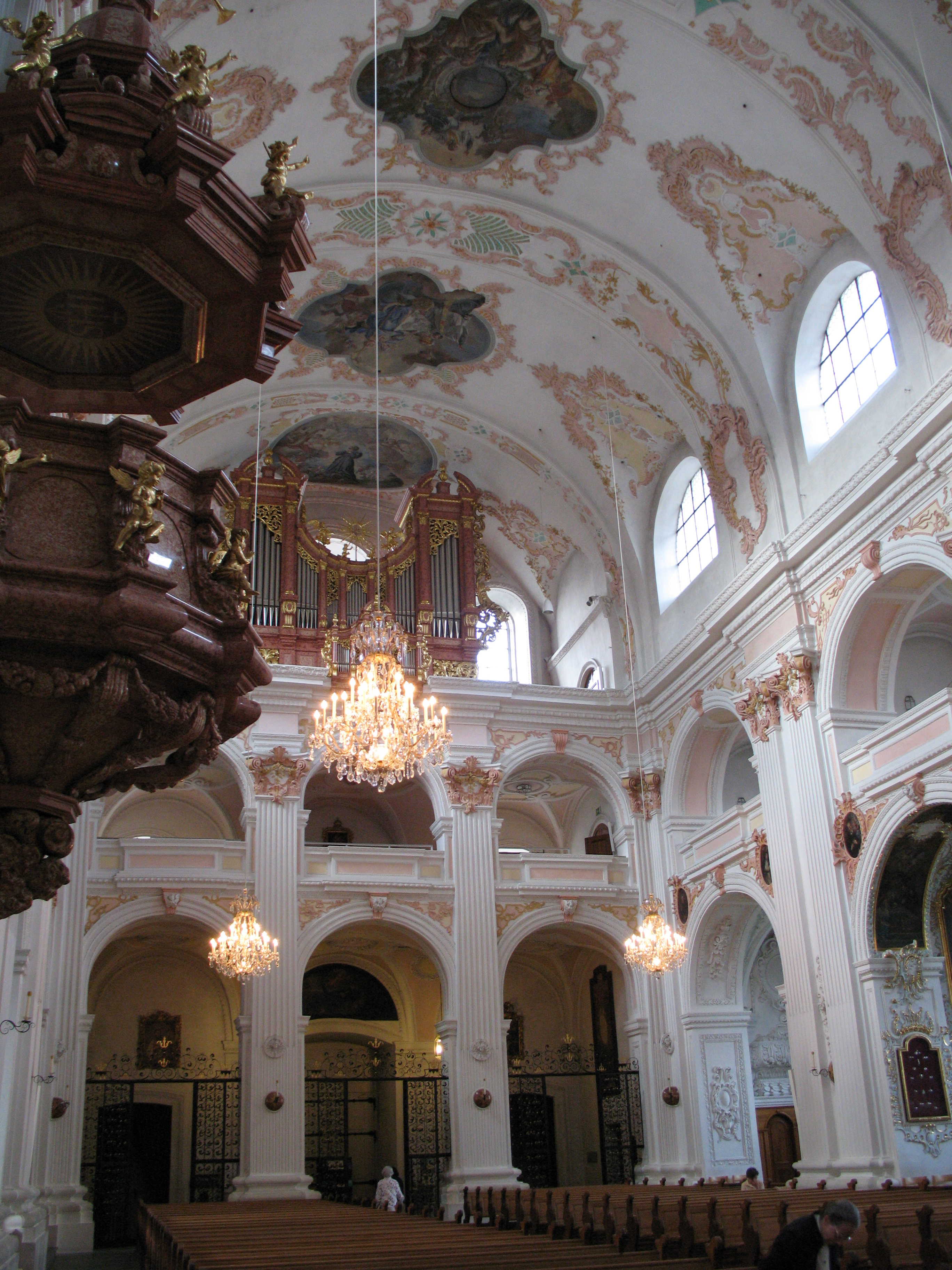
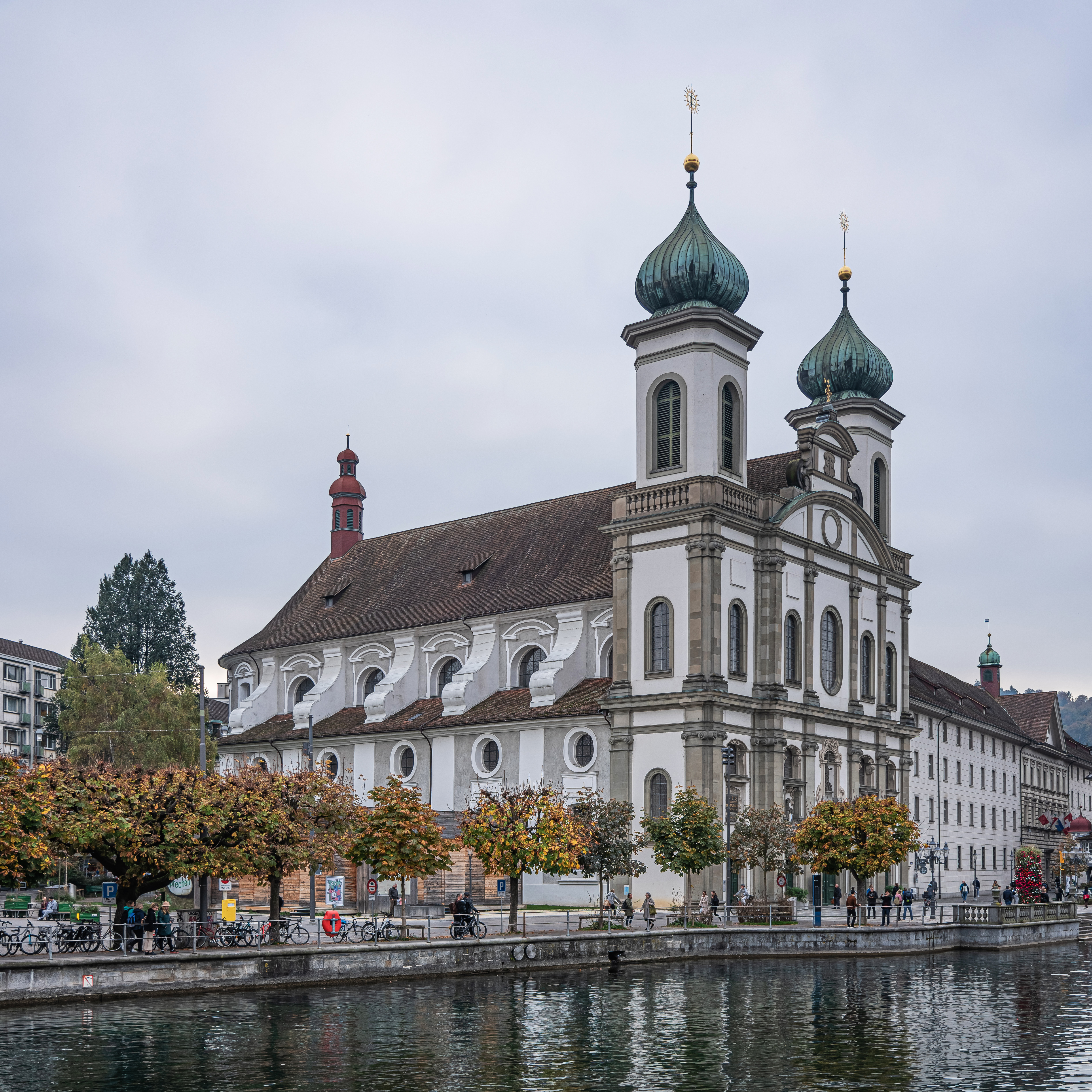